# Кайе, Люсьен
Люсьен Кайе (фр. Lucien Cailliet; 27 мая 1897 — 3 января 1985) — американский кларнетист и композитор французского происхождения.

## Биография
Родился во Франции, учился в Дижонской консерватории, руководил армейскими духовыми оркестрами во Франции. 
В 1918 году эмигрировал в США, в 1923 году получил американское гражданство. С 1919 года — кларнетист и аранжировщик Филадельфийского оркестра, одновременно руководил различными ансамблями духовых инструментов. 
В 1937—1944 годах преподавал в Университете Южной Калифорнии. В дальнейшем преимущественно работал над аранжировками для многочисленных голливудских фильмов, из которых наиболее известный — «Десять заповедей» Сесила Де Милля. В 1950-х годах жил в Кеноше, штат Висконсин.
Известен, главным образом, различными переложениями для духовых ансамблей — в частности, обработкой симфонической поэмы Яна Сибелиуса «Финляндия» и цикла Модеста Мусоргского «Картинки с выставки».